# Kék nyílméregbéka

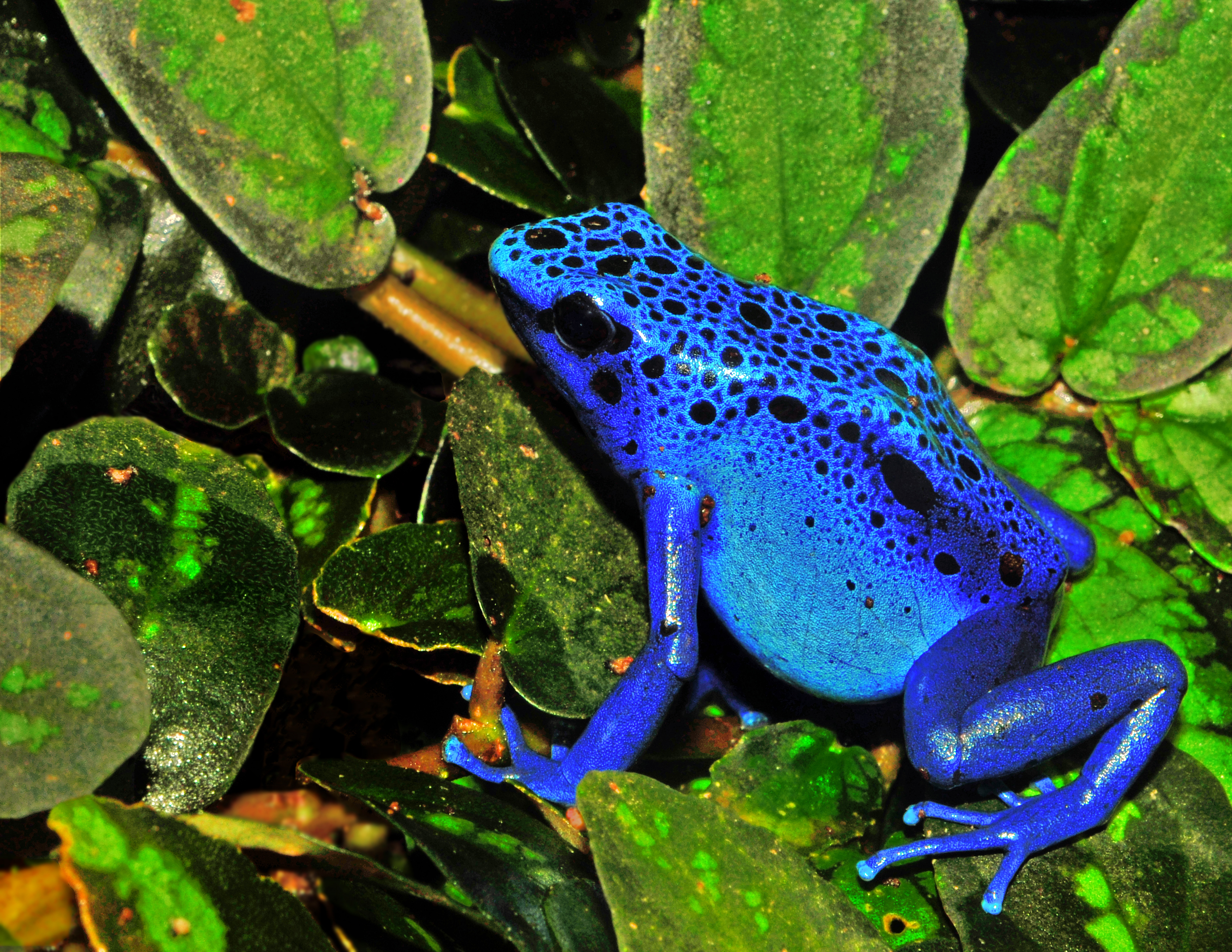

A kék nyílméregbéka (Dendrobates tinctorius azureus), indián nevén Okopipi, a kétéltűek (Amphibia) osztályának békák (Anura) rendjébe, ezen belül a nyílméregbéka-félék (Dendrobatidae) családjába tartozó festőbéka (Dendrobates tinctorius) alfaja. Korábban önálló fajnak vélték, azonban az újabb kutatások és rendszerzések alapján alfajnak vagy változatnak bizonyult.

## Előfordulása
Dél-Amerikában Brazília, Francia Guyana, Guyana, Suriname területén honos nyílméregbéka, amely különösen gyakori a suriname-i Sipaliwini régióban.

## Megjelenése
A béka kék színű bőrrel rendelkezik, amelyet fekete pöttyök díszítenek. Feltűnő megjelenése a ragadozók figyelmeztetésére szolgál, amellyel jelzi, hogy mérgező. Mérete a 3-4,5 cm között változik.
|  |

## Életmódja
A természetes élőhelyén sötét, nyirkos, mohás környezetben található meg, a legtöbbször a kövek alatt. Habár a nyílméregbékák mérgező bőrváladékukról ismertek, amelyet a bennszülött indiánok vadászatra használnak, a legtöbb esetben csak a Phyllobates nemzetség tagjainak a mérgét használják fel a nyílhegyek bekenésére. A mérget nem maga a béka állítja elő, hanem az általa elfogyasztott rovarok. Az állat csupán felhalmozza azt a bőrében.